# Natagaima
Natagaimas, jedno od glavnih plemena starih Pijao Indijanaca, čiji ostaci danas žive u regiji Tolima u Kolumbiji. Jezično oni se danas vode kao neklasificirana grupa, ali Rivet (1943) njih i Coyaimas uz ostale navodi kao glavna plemena grupe Pijao. Godine 1943. Alicia Dussán de Reichel i antropolog Gerardo Reichel-Dolmatoff otkrivaju da se jezik starih Pijao Indijanaca očuvao u selima Ortega, Natagaima i Coyaima, ali je do danas nestao, pa je u upotrebi španjolski. 

## Ime
Postoje dvije verzije o nastanku imena Natagaima. Prema jednoj ono dolazi od riječi nataga ("Cacique", plemenski poglavica) i Ima (zemlja). prema drugoj nastalo je prema poglavici Nataga koji je vladao područjem Tolime i njegove žene-kraljice Ima. 

## Povijest
Pijao plemena Coyaima i Natagaima bila su u konstantni ratovima s Indijancima Dujos i Babadujos. Narod Natagaima pokorio je španjolski konkvistador Juan de Borja y Armendia i 1606. osnovao istoimeni grad, koji je svećenik Ignacio Navarro 1801. preselio s izvorne lokacije na sadašnju uz obalu rijeke Magdalene.

## Naselja
Općina Natagaima: 1) Anacarco (105 obitelji), 2) Bateas, 3) Chaquira (25 obitelji), 4) Mercadillo, 5) Natagaima (Urbani), 6) Palma Alta, 7) Rincón de Anchique, 8) Tamirco (120 obitelji), 9) Tinajas (30 obitelji), 10) Yaco-Molana.

## Vanjske poveznice
- Pijao